# Martin Friedland
Martin Friedland (ur. 9 grudnia 1881 w Stargardzie, zm. 1944 w Antwerpii) – niemiecki kompozytor i skrzypek.

## Życiorys
W młodości przebywał w Szczecinie, gdzie uczył się gry na skrzypcach u kapelmistrza teatralnego Paula Sterzela. Występował jako artysta koncertowy i wykonując muzykę wojskową. Uzupełniające studia w zakresie kompozycji i muzykologii odbył w Berlinie w Konserwatorium Sterna i Königliche Hochschule für Musik. W latach 1908–1923 uczył przedmiotów teoretycznych w konserwatorium miejskim w Hadze. Pracował również jako referent muzyczny w „Allgemeine Musikzeitung” i „Kölner Tagesblatt”. Opublikował trzytomową Das Konzertbuch, a także niedługą autobiografię.
Komponował utwory orkiestrowe i kameralne, muzykę chóralną i pieśni.